# Fred Newman
Frederick R. "Fred" Newman (født 6. maj 1952) er en amerikansk skuespiller.